# Unione di Kalmar
L'Unione di Kalmar (Kalmarunionen) consistette nell'unificazione, voluta da Margherita I di Danimarca, dei tre regni di Danimarca (compresi i suoi territori delle Fær Øer e della Groenlandia), Norvegia e Svezia (compreso la Finlandia e Isole Aland) sotto un singolo monarca (unione personale), onde formare un forte stato Scandinavo.
La Kalmarunionen viene definita un’unione personale, non collaborativa, con Margherita I di Danimarca che riunì tutta la Scandinavia, compreso l’Holstein meridionale oggi parte della Germania. I Paesi rinunciavano alla loro sovranità, ma non alla loro indipendenza, e gli interessi divergenti (soprattutto i malumori della Svezia riguardo al dominio danese sull'Holstein) portarono a un conflitto a partire dagli anni trenta del XV secolo, che pose fine all'Unione nel 1523. L'Unione politica della Scandinavia fu un caso unico nella storia.

## L'Unione

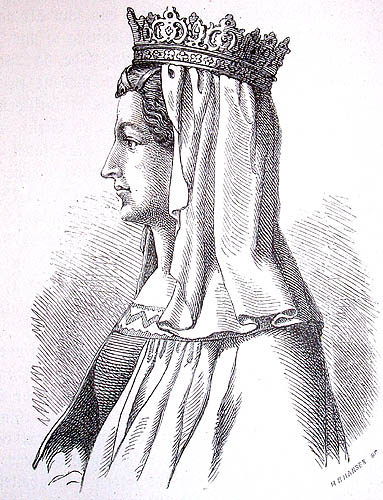
La regina Margherita I di Danimarca

L'Unione venne formata da Margherita I di Danimarca (1353–1412) nella città svedese di Kalmar, all'epoca vicina al confine danese, dopo che truppe danesi e svedesi nel 1389 avevano sconfitto il re di Svezia, Alberto di Meclemburgo, ed egli non era riuscito a pagare il richiesto tributo di 60 000 marchi d'argento nel giro di tre anni dal suo rilascio.
Re Alberto, nato nel Sacro Romano Impero, non era amato dalla nobiltà svedese e la ribellione di questa aveva ricevuto l'appoggio dei danesi, che intendevano l'unione come utile a mettere in scacco il crescente potere della Lega Anseatica. La Regina Margherita, che era figlia del re di Danimarca Valdemaro Atterdag e moglie del re di Norvegia Haakon VI, manovrò per far sì che il bisnipote Eric di Pomerania venisse riconosciuto erede al trono norvegese ed eletto re nelle altre due nazioni. Margherita promise di proteggere l'influenza politica e i privilegi della nobiltà sotto l'Unione, ma Eric voleva rafforzare la monarchia.

## Conflitto
Gli svedesi non erano contenti delle frequenti guerre danesi contro Schleswig, Holstein, Meclemburgo e Pomerania, che erano di disturbo alle esportazioni svedesi (soprattutto di ferro) verso il continente. Inoltre, la centralizzazione del governo in Danimarca attirò dei sospetti: la Svezia voleva mantenere un certo livello di autogoverno. L'unità dell'Unione si erose negli anni 1430, fino al punto della ribellione armata (la ribellione di Engelbrecht), che portò all'espulsione dei danesi dalla Svezia.
Eric di Pomerania venne deposto (1438–1439) da re dell'Unione e gli successe Cristoforo di Baviera (che non aveva figli). Nel vuoto di potere che sorse a seguito della morte di Cristoforo (1448), la Svezia elesse Carlo VIII come re, con l'intento di ristabilire l'Unione sotto la corona svedese. Carlo venne eletto re di Norvegia l'anno seguente, ma i Conti di Holstein erano più influenti degli svedesi e dei norvegesi messi assieme, e fecero sì che il Consiglio Segreto di Danimarca nominasse re Cristiano I di Oldenburg. Durante i sette decenni successivi le lotte di potere e le guerre tra Svezia e Danimarca avrebbero dominato l'Unione.
Dopo il successo nella riconquista della Svezia da parte di Cristiano II di Danimarca e il successivo bagno di sangue di Stoccolma nel 1520, gli svedesi diedero il via a una nuova ribellione che scacciò nuovamente le forze danesi nel 1521. Con la reclamazione dell'indipendenza, l'elezione di Re Gustavo I dei Vasa, il 6 giugno 1523, ripristinò la sovranità della Svezia e dissolse infine l'Unione.

## Dissoluzione finale
Le ultime strutture dell'Unione di Kalmar resistettero fino al 1536, quando il Consiglio Segreto di Danimarca, nelle ripercussioni di una guerra civile, dichiarò unilateralmente la Norvegia una provincia danese, senza consultare i colleghi norvegesi. Essendo la Norvegia un regno ereditario, era nell'interesse del re di mantenere lo status formale della Norvegia come semi-indipendente, per assicurare che futuri membri della dinastia Oldenburg sarebbero stati eletti al trono danese. La Norvegia conservò alcune istituzioni separate e il suo ordinamento giuridico, ma gli ex possedimenti norvegesi di Islanda, Groenlandia e Isole Fær Øer, passarono direttamente sotto la corona danese. Nel 1814 il re di Danimarca-Norvegia venne costretto a cedere la Norvegia al re di Svezia. A metà del XIX secolo ciò diede vita al movimento scandinavista, che cercava di riunire le nazioni dell'Unione di Kalmar, eccetto la Finlandia, sotto un solo monarca.